# Брохоцин (Злоторийський повіт)
Брохоцин (пол. Brochocin) — село в Польщі, у гміні Загродно Злоторийського повіту Нижньосілезького воєводства.
Населення — 457 осіб (2011).
У 1975-1998 роках село належало до Легницького воєводства.

## Демографія
Демографічна структура станом на 31 березня 2011 року:
|          | Загалом | Допрацездатний вік | Працездатний вік | Постпрацездатний вік |
| -------- | ------- | ------------------ | ---------------- | -------------------- |
| Чоловіки | 230     | 40                 | 166              | 24                   |
| Жінки    | 227     | 49                 | 130              | 48                   |
| Разом    | 457     | 89                 | 296              | 72                   |